# Llista de monuments de l'Arboç
Llista de monuments de l'Arboç inclosos en l'Inventari del Patrimoni Arquitectònic Català per al municipi de l'Arboç (Baix Penedès). Inclou els inscrits en el Registre de Béns Culturals d'Interès Nacional (BCIN) amb la classificació de monuments històrics, els Béns Culturals d'Interès Local (BCIL) de caràcter arquitectònic i els béns immobles amb nivell de protecció urbanística (BPU).
| Monument                                                         | Protecció       | Estil/època                                               | Localització                                                            | Coordenades                                          | Codi?         | Imatge |
| ---------------------------------------------------------------- | --------------- | --------------------------------------------------------- | ----------------------------------------------------------------------- | ---------------------------------------------------- | ------------- | --- |
| Torre del Papiol                                                 | BCIN 474-MH     | Romànic Medieval                                          | L'Arboç El Papiol                                                       | 41° 17′ 01″ N, 1° 36′ 13″ E / 41.283578°N,1.603492°E | RI-51-0006575 | Torre del Papiol (l'Arboç) · Vegeu més fotos d'aquest monument · Carregueu una nova foto d'aquest monument                        |
| Església de Sant Julià                                           | BCIN 3948-MH-EN | Barroc, gòtic tardà XVII                                  | L'Arboç C. Major                                                        | 41° 16′ 04″ N, 1° 36′ 15″ E / 41.267897°N,1.604202°E | RI-51-0012083 | Església de Sant Julià (l'Arboç) · Vegeu més fotos d'aquest monument · Carregueu una nova foto d'aquest monument                  |
| Muralles de l'Arboç                                              | BCIN 4123-MH-ZA | Medieval                                                  | L'Arboç C. de la Muralla i altres                                       | 41° 16′ 05″ N, 1° 36′ 14″ E / 41.268192°N,1.603869°E | IPA-39821     | Muralles de l'Arboç · Vegeu més fotos d'aquest monument · Carregueu una nova foto d'aquest monument                               |
| Cal Suriol, abans Cal Marquet                                    | BCIL 2009       | Modernisme XX Inici                                       | L'Arboç C. Sant Julià, 1                                                | 41° 16′ 05″ N, 1° 36′ 14″ E / 41.267983°N,1.603872°E | IPA-5187      | Cal Suriol (l'Arboç) · Vegeu més fotos d'aquest monument · Carregueu una nova foto d'aquest monument                              |
| Hospital de Sant Antoni Abat                                     | BCIL 2009       | Modernisme Eugeni Campllonch i Pares XX (1911)            | L'Arboç C. de l'Hospital, 52-54 - Francesc Palau, 2-4                   | 41° 16′ 03″ N, 1° 35′ 59″ E / 41.26749°N,1.59965°E   | IPA-5188      | Hospital de Sant Antoni Abat (l'Arboç) · Vegeu més fotos d'aquest monument · Carregueu una nova foto d'aquest monument            |
| Cal Freixes, abans Cal Bernic                                    | BCIL 2009       | Modernisme XX (1912)                                      | L'Arboç C. Major, 31 - c. Pau Casals, 2                                 | 41° 16′ 03″ N, 1° 36′ 13″ E / 41.2675°N,1.60363°E    | IPA-5189      | Cal Freixes (l'Arboç) · Vegeu més fotos d'aquest monument · Carregueu una nova foto d'aquest monument                             |
| Carrer Major i la plaça de l'Arboç                               |                 | Obra popular                                              | L'Arboç C. Major                                                        | 41° 16′ 03″ N, 1° 36′ 13″ E / 41.2676°N,1.6036°E     | IPA-5190      | Carrer Major i la plaça de l'Arboç · Vegeu més fotos d'aquest monument · Carregueu una nova foto d'aquest monument                |
| Casa Figuerola                                                   |                 | Eclecticisme XIX (1882)                                   | L'Arboç C. Major, 18 - pl. Gaietà Vilaplana                             | 41° 16′ 04″ N, 1° 36′ 14″ E / 41.26779°N,1.60402°E   | IPA-5191      | Casa Figuerola (l'Arboç) · Vegeu més fotos d'aquest monument · Carregueu una nova foto d'aquest monument                          |
| Casa Romagosa, o Can Balcells                                    | BCIL 2009       | Eclecticisme, modernisme XIX (1876)                       | L'Arboç C. Major, 15                                                    | 41° 16′ 04″ N, 1° 36′ 16″ E / 41.26771°N,1.60436°E   | IPA-5192      | Casa Romagosa (l'Arboç) · Vegeu més fotos d'aquest monument · Carregueu una nova foto d'aquest monument                           |
| Casa al carrer Major, 19                                         |                 | Obra popular                                              | L'Arboç C. Major, 19                                                    | 41° 16′ 04″ N, 1° 36′ 15″ E / 41.26766°N,1.60415°E   | IPA-5193      | Casa al carrer Major, 19 (l'Arboç) · Vegeu més fotos d'aquest monument · Carregueu una nova foto d'aquest monument                |
| Casa Farmàcia Suriol                                             |                 | Obra popular                                              | L'Arboç C. Major, 20-22                                                 | 41° 16′ 04″ N, 1° 36′ 14″ E / 41.26775°N,1.60389°E   | IPA-5194      | Casa Farmàcia Suriol (l'Arboç) · Vegeu més fotos d'aquest monument · Carregueu una nova foto d'aquest monument                    |
| Casa de la Vila                                                  | BCIL 2009       | Obra popular XIX                                          | L'Arboç C. Major, 26                                                    | 41° 16′ 04″ N, 1° 36′ 14″ E / 41.267770°N,1.603759°E | IPA-5195      | Casa de la Vila (l'Arboç) · Vegeu més fotos d'aquest monument · Carregueu una nova foto d'aquest monument                         |
| Cafè Arbocenc                                                    |                 | Eclecticisme XIX                                          | L'Arboç C. Major, 28-30                                                 | 41° 16′ 04″ N, 1° 36′ 13″ E / 41.26775°N,1.60367°E   | IPA-5196      | Cafè Arbocenc (l'Arboç) · Vegeu més fotos d'aquest monument · Carregueu una nova foto d'aquest monument                           |
| Casa al carrer Major, 25                                         |                 | Eclecticisme XIX (1898)                                   | L'Arboç C. Major, 25 (Actualment es el 27)                              | 41° 16′ 03″ N, 1° 36′ 14″ E / 41.2676°N,1.6039°E     | IPA-5197      | Casa al carrer Major, 25 (l'Arboç) · Vegeu més fotos d'aquest monument · Carregueu una nova foto d'aquest monument                |
| Carrer de la Plateria                                            |                 | Obra popular                                              | L'Arboç                                                                 | 41° 16′ 01″ N, 1° 36′ 10″ E / 41.26705°N,1.60273°E   | IPA-5198      | Carrer de la Plateria (l'Arboç) · Vegeu més fotos d'aquest monument · Carregueu una nova foto d'aquest monument                   |
| Cases porticades de la plaça de la Vila, les Voltes              | BCIL 2009       | Obra popular XIX Final                                    | L'Arboç C. Major, 28-36                                                 | 41° 16′ 04″ N, 1° 36′ 13″ E / 41.26768°N,1.60369°E   | IPA-5199      | Cases porticades de la plaça de la Vila (l'Arboç) · Vegeu més fotos d'aquest monument · Carregueu una nova foto d'aquest monument |
| Ca l'Amiguet, abans Cal Romagosa                                 | BCIL 2009       | Eclecticisme XIX (1887)                                   | L'Arboç C. Major, 33                                                    | 41° 16′ 03″ N, 1° 36′ 13″ E / 41.26748°N,1.60352°E   | IPA-5200      | Ca l'Amiguet (l'Arboç) · Vegeu més fotos d'aquest monument · Carregueu una nova foto d'aquest monument                            |
| Ca la Casimira                                                   | BCIL 2009       | Modernisme XIX (1890)                                     | L'Arboç C. Major, 35 - c. de la Palma, 1                                | 41° 16′ 03″ N, 1° 36′ 12″ E / 41.26745°N,1.60342°E   | IPA-5201      | Ca la Casimira (l'Arboç) · Vegeu més fotos d'aquest monument · Carregueu una nova foto d'aquest monument                          |
| Museu de Puntes al Coixí, i Casa de Cultura                      | BCIL 2009       | Eclecticisme XX Inici                                     | L'Arboç C. Major, 37                                                    | 41° 16′ 03″ N, 1° 36′ 12″ E / 41.26741°N,1.60329°E   | IPA-5202      | Museu de Puntes de Coixí (l'Arboç) · Vegeu més fotos d'aquest monument · Carregueu una nova foto d'aquest monument                |
| Cal Garses                                                       | BCIL 2009       | Modernisme XIX Final                                      | L'Arboç C. Major, 42                                                    | 41° 16′ 03″ N, 1° 36′ 11″ E / 41.26756°N,1.60317°E   | IPA-5203      | Cal Garses (l'Arboç) · Vegeu més fotos d'aquest monument · Carregueu una nova foto d'aquest monument                              |
| Ca l'Escarrà                                                     | BCIL 2009       | Eclecticisme XX (1903)                                    | L'Arboç C. Major, 41 - c. Missers, 1                                    | 41° 16′ 03″ N, 1° 36′ 11″ E / 41.26737°N,1.60309°E   | IPA-5204      | Ca l'Escarrà (l'Arboç) · Vegeu més fotos d'aquest monument · Carregueu una nova foto d'aquest monument                            |
| Casa al carrer Major, 44                                         |                 | Modernisme XIX Final                                      | L'Arboç C. Major, 44                                                    | 41° 16′ 03″ N, 1° 36′ 11″ E / 41.26754°N,1.60313°E   | IPA-5205      | Casa al carrer Major, 44 (l'Arboç) · Vegeu més fotos d'aquest monument · Carregueu una nova foto d'aquest monument                |
| Edifici Les Amèriques                                            | BCIL 2009       | Noucentisme XX (1923)                                     | L'Arboç C. Major, 43 - c. Missers, 2                                    | 41° 16′ 02″ N, 1° 36′ 11″ E / 41.26733°N,1.60299°E   | IPA-5206      | Edifici Les Amèriques (l'Arboç) · Vegeu més fotos d'aquest monument · Carregueu una nova foto d'aquest monument                   |
| Casa Ayxalà                                                      |                 | Obra popular XX Inici                                     | L'Arboç C. Major, 52 (enderrocat, edifici nou)                          | 41° 16′ 03″ N, 1° 36′ 10″ E / 41.26744°N,1.6028°E    | IPA-5207      | Casa Ayxalà (l'Arboç) · Vegeu més fotos d'aquest monument · Carregueu una nova foto d'aquest monument                             |
| Casa al carrer Major, 55                                         |                 | Modernisme XIX Final                                      | L'Arboç C. Major, 55                                                    | 41° 16′ 02″ N, 1° 36′ 09″ E / 41.26722°N,1.60257°E   | IPA-5208      | Casa al carrer Major, 55 (l'Arboç) · Vegeu més fotos d'aquest monument · Carregueu una nova foto d'aquest monument                |
| Ca l'Apotecari Betes                                             | BCIL 2009       | Modernisme XX (1903)                                      | L'Arboç C. Major, 59 - c. Abat Escarré, 1                               | 41° 16′ 02″ N, 1° 36′ 09″ E / 41.26717°N,1.60243°E   | IPA-5209      | Ca l'Apotecari Betes (l'Arboç) · Vegeu més fotos d'aquest monument · Carregueu una nova foto d'aquest monument                    |
| Casa pairal de l'Abat Escarré                                    | BCIL 2009       | Obra popular, gòtic tardà XVII                            | L'Arboç C. Major, 61 - c. Abat Escarré, 2                               | 41° 16′ 02″ N, 1° 36′ 08″ E / 41.26713°N,1.60231°E   | IPA-5210      | Casa pairal de l'Abat Escarré (l'Arboç) · Vegeu més fotos d'aquest monument · Carregueu una nova foto d'aquest monument           |
| Arxiu Arbocenc                                                   |                 | Obra popular                                              | L'Arboç C. Missers, 6-8                                                 | 41° 16′ 02″ N, 1° 36′ 11″ E / 41.26720°N,1.60302°E   | IPA-5213      | Arxiu Arbocenc (l'Arboç) · Vegeu més fotos d'aquest monument · Carregueu una nova foto d'aquest monument                          |
| Cal Mata, abans Cal Mestre Banyeres                              | BCIL 2009       | Eclecticisme XX (1921)                                    | L'Arboç C. Andreu Lleonart, 2                                           | 41° 16′ 02″ N, 1° 36′ 14″ E / 41.26728°N,1.60394°E   | IPA-5214      | Cal Mata (l'Arboç) · Vegeu més fotos d'aquest monument · Carregueu una nova foto d'aquest monument                                |
| Cal Ferrer                                                       |                 | Obra popular XIX Final                                    | L'Arboç C. Jussà, 3                                                     | 41° 16′ 03″ N, 1° 36′ 17″ E / 41.26751°N,1.60474°E   | IPA-5215      | Cal Ferrer (l'Arboç) · Vegeu més fotos d'aquest monument · Carregueu una nova foto d'aquest monument                              |
| Casa al carrer Jussà, 5, Ca l'Escarrà                            |                 | Eclecticisme XIX (1881)                                   | L'Arboç C. Jussà, 5                                                     | 41° 16′ 03″ N, 1° 36′ 17″ E / 41.26739°N,1.6047°E    | IPA-5216      | Casa al carrer Jussà, 5 (l'Arboç) · Vegeu més fotos d'aquest monument · Carregueu una nova foto d'aquest monument                 |
| Casa al carrer Jussà, 7, Ca l'Escarrà                            |                 | Eclecticisme XIX Final                                    | L'Arboç C. Jussà, 7                                                     | 41° 16′ 02″ N, 1° 36′ 17″ E / 41.26733°N,1.60463°E   | IPA-5217      | Casa al carrer Jussà, 7 (l'Arboç) · Vegeu més fotos d'aquest monument · Carregueu una nova foto d'aquest monument                 |
| Casa al carrer Jussà, 9, Ca l'Escarrà                            |                 | Eclecticisme XX (1906)                                    | L'Arboç C. Jussà, 9                                                     | 41° 16′ 02″ N, 1° 36′ 16″ E / 41.26728°N,1.60458°E   | IPA-5218      | Casa al carrer Jussà, 9 (l'Arboç) · Vegeu més fotos d'aquest monument · Carregueu una nova foto d'aquest monument                 |
| Cal Castellví                                                    |                 | Eclecticisme XIX (1883)                                   | L'Arboç C. Jussà, 17                                                    | 41° 16′ 01″ N, 1° 36′ 15″ E / 41.26698°N,1.60419°E   | IPA-5219      | Cal Castellví (l'Arboç) · Vegeu més fotos d'aquest monument · Carregueu una nova foto d'aquest monument                           |
| Casa Josep Poch                                                  |                 | Eclecticisme XIX Final                                    | L'Arboç C. Jussà, 37 (enderrocada)                                      | 41° 16′ 00″ N, 1° 36′ 12″ E / 41.26677°N,1.60335°E   | IPA-5220      | Casa Josep Poch (l'Arboç) · Vegeu més fotos d'aquest monument · Carregueu una nova foto d'aquest monument                         |
| Antiga Escola Nacional                                           |                 | Obra popular                                              | L'Arboç C. Jussà, 41 (enderrocada)                                      | 41° 16′ 00″ N, 1° 36′ 12″ E / 41.26675°N,1.60321°E   | IPA-5221      | Antiga Escola Nacional (l'Arboç) · Vegeu més fotos d'aquest monument · Carregueu una nova foto d'aquest monument                  |
| Cal Josep Solé Ribé                                              | BCIL 2009       | Obra popular XX                                           | L'Arboç C. de la Muralla, 8                                             | 41° 15′ 59″ N, 1° 36′ 10″ E / 41.26634°N,1.6027°E    | IPA-5224      | Cal Josep Solé Ribé (l'Arboç) · Vegeu més fotos d'aquest monument · Carregueu una nova foto d'aquest monument                     |
| Cal Ribosa, abans Cal Fuster Carreter                            | BCIL 2009       | Eclecticisme XIX Final                                    | L'Arboç C. de la Muralla, 16                                            | 41° 15′ 59″ N, 1° 36′ 12″ E / 41.2664°N,1.6032°E     | IPA-5225      | Cal Ribosa (l'Arboç) · Vegeu més fotos d'aquest monument · Carregueu una nova foto d'aquest monument                              |
| Casa al carrer de Sant Julià                                     |                 | Obra popular, eclecticisme XIX-XX                         | L'Arboç C. de Sant Julià, 8                                             | 41° 16′ 04″ N, 1° 36′ 12″ E / 41.26791°N,1.60342°E   | IPA-5227      | Casa al carrer de Sant Julià (l'Arboç) · Vegeu més fotos d'aquest monument · Carregueu una nova foto d'aquest monument            |
| Rambla Gener                                                     |                 | Obra popular XX                                           | L'Arboç                                                                 | 41° 16′ 01″ N, 1° 36′ 07″ E / 41.26698°N,1.60204°E   | IPA-5228      | Rambla Gener (l'Arboç) · Vegeu més fotos d'aquest monument · Carregueu una nova foto d'aquest monument                            |
| Casa del Delme                                                   |                 | Obra popular                                              | L'Arboç Rambla Gener, 16                                                | 41° 16′ 01″ N, 1° 36′ 07″ E / 41.26705°N,1.60186°E   | IPA-5229      | Casa del Delme (l'Arboç) · Vegeu més fotos d'aquest monument · Carregueu una nova foto d'aquest monument                          |
| La Caseta de la Música                                           |                 | Modernisme XIX Final                                      | L'Arboç Av. Mossèn Jacint Verdaguer, jardins de la torre de Bellesguard | 41° 16′ 05″ N, 1° 36′ 20″ E / 41.26799°N,1.60548°E   | IPA-5230      | La Caseta de la Música (l'Arboç) · Vegeu més fotos d'aquest monument · Carregueu una nova foto d'aquest monument                  |
| La Giralda                                                       | BCIL 2009       | Historicisme, modernisme Joan Roqué i Marí XIX (1898)     | L'Arboç Av. Mossèn Jacint Verdaguer, 35                                 | 41° 16′ 09″ N, 1° 36′ 15″ E / 41.26923°N,1.60421°E   | IPA-5231      | La Giralda (l'Arboç) · Vegeu més fotos d'aquest monument · Carregueu una nova foto d'aquest monument                              |
| Cal Pepet Punet o Cal Manso                                      | BCIL 2009       | Obra popular XVII                                         | L'Arboç Rambla Gener, 28                                                | 41° 16′ 00″ N, 1° 36′ 06″ E / 41.26665°N,1.6018°E    | IPA-5235      | Cal Pepet Punet (l'Arboç) · Vegeu més fotos d'aquest monument · Carregueu una nova foto d'aquest monument                         |
| La Residència, o Casa Gener Batet                                | BCIL 2009       | Eclecticisme XIX Final                                    | L'Arboç Pg. Panxita, 2-12 - rbla. Gener, 30                             | 41° 15′ 59″ N, 1° 36′ 06″ E / 41.2665°N,1.60165°E    | IPA-5236      | La Residència (l'Arboç) · Vegeu més fotos d'aquest monument · Carregueu una nova foto d'aquest monument                           |
| Ca n'Urgell                                                      | BCIL 2009       | Historicisme XIX (1891)                                   | L'Arboç Av. dels Herois del 1808, 109 - c. Migdia, 19                   | 41° 15′ 58″ N, 1° 36′ 18″ E / 41.266°N,1.60505°E     | IPA-5241      | Ca n'Urgell (l'Arboç) · Vegeu més fotos d'aquest monument · Carregueu una nova foto d'aquest monument                             |
| Tanques i templet del parc Gener                                 |                 | Eclecticisme, modernisme Joan B. Pons i Traval XIX (1887) | L'Arboç Av. dels Herois del 1808, 100-102                               | 41° 15′ 58″ N, 1° 36′ 21″ E / 41.26604°N,1.60577°E   | IPA-5242      | Tanques i templet del parc Gener (l'Arboç) · Vegeu més fotos d'aquest monument · Carregueu una nova foto d'aquest monument        |
| Celler del Papiol                                                |                 | Obra popular XX                                           | L'Arboç Adossat a Cal Julià, el Papiol                                  | 41° 16′ 59″ N, 1° 36′ 14″ E / 41.28312°N,1.60382°E   | IPA-5244      | Celler del Papiol (l'Arboç) · Vegeu més fotos d'aquest monument · Carregueu una nova foto d'aquest monument                       |
| Capella de Sant Ponç                                             | BCIL 2009       | Obra popular                                              | L'Arboç El Papiol                                                       | 41° 17′ 00″ N, 1° 36′ 17″ E / 41.283465°N,1.604711°E | IPA-5245      | Capella de Sant Ponç (l'Arboç) · Vegeu més fotos d'aquest monument · Carregueu una nova foto d'aquest monument                    |
| Cal Totosaus                                                     |                 | Obra popular                                              | L'Arboç La Llacuneta                                                    | 41° 17′ 12″ N, 1° 37′ 36″ E / 41.2867°N,1.62674°E    | IPA-5247      | Cal Totosaus (l'Arboç) · Vegeu més fotos d'aquest monument · Carregueu una nova foto d'aquest monument                            |
| Casa Badó                                                        |                 | Obra popular XV                                           | L'Arboç La Llacuneta                                                    | 41° 17′ 12″ N, 1° 37′ 36″ E / 41.28664°N,1.62659°E   | IPA-5248      | Carregueu una nova foto d'aquest monument                                                                                         |
| Cal Rossell                                                      |                 | Obra popular XVII                                         | L'Arboç La Llacuneta                                                    | 41° 17′ 13″ N, 1° 37′ 35″ E / 41.28687°N,1.62641°E   | IPA-5249      | Cal Rossell (l'Arboç) · Vegeu més fotos d'aquest monument · Carregueu una nova foto d'aquest monument                             |
| Cal Gallard, o Casa Vermella                                     |                 | Noucentisme XIX Final                                     | L'Arboç Camp Joliu                                                      | 41° 17′ 25″ N, 1° 37′ 00″ E / 41.29016°N,1.61654°E   | IPA-5251      | Cal Gallard (l'Arboç) · Vegeu més fotos d'aquest monument · Carregueu una nova foto d'aquest monument                             |
| La Rectoria                                                      | BCIL 2009       | Historicisme Eugeni Campllonch XX (1902)                  | L'Arboç C. Major, 13 - c. Jussà, 2                                      | 41° 16′ 04″ N, 1° 36′ 16″ E / 41.26773°N,1.60445°E   | IPA-5252      | La Rectoria (l'Arboç) · Vegeu més fotos d'aquest monument · Carregueu una nova foto d'aquest monument                             |
| Can Balcells, ara Cal Jan Rita                                   | BCIL 2009       | Obra popular XVII                                         | L'Arboç C. Major, 24                                                    | 41° 16′ 04″ N, 1° 36′ 14″ E / 41.26775°N,1.60377°E   | IPA-5253      | Can Balcells (l'Arboç) · Vegeu més fotos d'aquest monument · Carregueu una nova foto d'aquest monument                            |
| Casa Bertran, Cal Pere Vint, Cal Josep Paleta                    | BCIL 2009       | Eclecticisme XX (1910)                                    | L'Arboç C. Major, 64-66 - rbla. Gener, 1                                | 41° 16′ 02″ N, 1° 36′ 08″ E / 41.26735°N,1.60225°E   | IPA-5254      | Casa Bertran (l'Arboç) · Vegeu més fotos d'aquest monument · Carregueu una nova foto d'aquest monument                            |
| Cal Barreres, abans Cal Correu                                   | BCIL 2009       | Historicisme XIX                                          | L'Arboç C. de la Muralla, 12                                            | 41° 15′ 59″ N, 1° 36′ 10″ E / 41.26634°N,1.60285°E   | IPA-5255      | Cal Barreres (l'Arboç) · Vegeu més fotos d'aquest monument · Carregueu una nova foto d'aquest monument                            |
| Torre de Bellesguard (l'Arboç), o Cal Pons, Castell Bell Esguart | BCIL 2009       | Historicisme, modernisme Joan B. Pons i Traval XIX (1898) | L'Arboç Av. Mossèn Cinto Verdaguer, 37-39                               | 41° 16′ 04″ N, 1° 36′ 19″ E / 41.26784°N,1.60534°E   | IPA-5256      | Torre de Bellesguard (l'Arboç) · Vegeu més fotos d'aquest monument · Carregueu una nova foto d'aquest monument                    |
| Casa Gran del Papiol                                             |                 | Historicisme XVIII                                        | L'Arboç El Papiol                                                       | 41° 17′ 01″ N, 1° 36′ 12″ E / 41.2836°N,1.60341°E    | IPA-5257      | Casa Gran del Papiol (l'Arboç) · Vegeu més fotos d'aquest monument · Carregueu una nova foto d'aquest monument                    |
| Cal Julià                                                        |                 | Noucentisme XX (1930)                                     | L'Arboç El Papiol                                                       | 41° 16′ 59″ N, 1° 36′ 14″ E / 41.28296°N,1.60381°E   | IPA-5258      | Cal Julià (l'Arboç) · Vegeu més fotos d'aquest monument · Carregueu una nova foto d'aquest monument                               |
| Ermita de Sant Antoni                                            |                 | Obra popular                                              | L'Arboç La Llacuneta                                                    | 41° 17′ 14″ N, 1° 37′ 36″ E / 41.28721°N,1.62673°E   | IPA-5259      | Ermita de Sant Antoni (l'Arboç) · Vegeu més fotos d'aquest monument · Carregueu una nova foto d'aquest monument                   |
| Creu a la Badalota                                               |                 | Obra popular XIX                                          | L'Arboç Balcó de la Badalota                                            | 41° 16′ 06″ N, 1° 36′ 18″ E / 41.26837°N,1.60488°E   | IPA-36207     | Creu a la Badalota (l'Arboç) · Vegeu més fotos d'aquest monument · Carregueu una nova foto d'aquest monument                      |
| Creu del camí de Clariana                                        |                 | Obra popular XV, XIX                                      | L'Arboç Cruïlla camí de Clariana i camí Moliner                         | 41° 15′ 37″ N, 1° 36′ 27″ E / 41.26028°N,1.60744°E   | IPA-36218     | Creu del camí de Clariana (l'Arboç) · Vegeu més fotos d'aquest monument · Carregueu una nova foto d'aquest monument               |
| Cal Fiol                                                         | BCIL 2009       | Obra popular XVII, XX                                     | L'Arboç C. Hospital, 5                                                  | 41° 16′ 02″ N, 1° 36′ 06″ E / 41.267203°N,1.601560°E | IPA-41739     | Cal Fiol (l'Arboç) · Vegeu més fotos d'aquest monument · Carregueu una nova foto d'aquest monument                                |
| Cal Freixes                                                      | BCIL 2009       | Obra popular XVIII, XX                                    | L'Arboç C. Hospital, 13                                                 | 41° 16′ 02″ N, 1° 36′ 04″ E / 41.267226°N,1.601239°E | IPA-41740     | Cal Freixes (l'Arboç) · Vegeu més fotos d'aquest monument · Carregueu una nova foto d'aquest monument                             |
| Cal Pi, Cal Sord Vilaró, Cal Noia                                | BCIL 2009       | Obra popular XIX-XX                                       | L'Arboç C. Major, 17                                                    | 41° 16′ 04″ N, 1° 36′ 15″ E / 41.267780°N,1.604259°E | IPA-41741     | Cal Pi (l'Arboç) · Vegeu més fotos d'aquest monument · Carregueu una nova foto d'aquest monument                                  |
| Cal Noya, Cal Segura, Cal Miracle                                | BCIL 2009       | XIX-XX                                                    | L'Arboç C. Major, 21 - c. Andreu Lleonart, 3                            | 41° 16′ 04″ N, 1° 36′ 15″ E / 41.267722°N,1.604029°E | IPA-41742     | Cal Noya (l'Arboç) · Vegeu més fotos d'aquest monument · Carregueu una nova foto d'aquest monument                                |
| Cal Mas                                                          | BCIL 2009       | Obra popular XIX-XX                                       | L'Arboç C. Major, 29 - c. Pau Casals, 1                                 | 41° 16′ 03″ N, 1° 36′ 13″ E / 41.267630°N,1.603701°E | IPA-41743     | Cal Mas (l'Arboç) · Vegeu més fotos d'aquest monument · Carregueu una nova foto d'aquest monument                                 |
| Escola de Puntaires                                              | BCIL 2009       | Racionalisme XX                                           | L'Arboç C. Major, 40 - c. Àngel Guimerà, 1 - c. Sant Julià, 19          | 41° 16′ 03″ N, 1° 36′ 12″ E / 41.267575°N,1.603298°E | IPA-41744     | Escola de Puntaires (l'Arboç) · Vegeu més fotos d'aquest monument · Carregueu una nova foto d'aquest monument                     |
| Vil·la Teresa                                                    | BCIL 2009       | Noucentisme XX                                            | L'Arboç C. Mossèn Cinto Verdaguer, 15                                   | 41° 16′ 14″ N, 1° 36′ 09″ E / 41.270623°N,1.602480°E | IPA-41745     | Vil·la Teresa (l'Arboç) · Vegeu més fotos d'aquest monument · Carregueu una nova foto d'aquest monument                           |
| Cal Xesc, Cal Condis                                             | BCIL 2009       | Obra popular XVII-XIX                                     | L'Arboç C. Muralla, 14                                                  | 41° 15′ 59″ N, 1° 36′ 11″ E / 41.266483°N,1.603062°E | IPA-41746     | Cal Xesc (l'Arboç) · Vegeu més fotos d'aquest monument · Carregueu una nova foto d'aquest monument                                |
| Ca la Quica, Auditori del Museu                                  | BCIL 2009       | Obra popular, gòtic tardà XVI, XX                         | L'Arboç C. Palma, 2                                                     | 41° 16′ 03″ N, 1° 36′ 12″ E / 41.267448°N,1.603379°E | IPA-41747     | Ca la Quica (l'Arboç) · Vegeu més fotos d'aquest monument · Carregueu una nova foto d'aquest monument                             |
| Cal Sanahuja, Cal Seno, Ca la Damina                             | BCIL 2009       | Obra popular XV                                           | L'Arboç C. Plateria, 5                                                  | 41° 16′ 02″ N, 1° 36′ 10″ E / 41.267128°N,1.602761°E | IPA-41748     | Cal Sanahuja (l'Arboç) · Vegeu més fotos d'aquest monument · Carregueu una nova foto d'aquest monument                            |